# Saint-Jean-des-Ollières
Saint-Jean-des-Ollières är en kommun i departementet Puy-de-Dôme i regionen Auvergne-Rhône-Alpes i centrala Frankrike. Kommunen ligger i kantonen Saint-Dier-d'Auvergne som tillhör arrondissementet Clermont-Ferrand. År 2022 hade Saint-Jean-des-Ollières 437 invånare.

## Befolkningsutveckling
Antalet invånare i kommunen Saint-Jean-des-Ollières
| Referens: INSEE |